# Польовий Омелян Гіллярович
Омелян Гіллярович Польовий (псевдо: «Данило Очерет», «Остап», «Іван», «Якір», «Явір», «Боднар Євстахій»; 3 січня 1913, с. Ярчівці, нині Зборівська міська громада, Тернопільський район, Тернопільська область — 12 червня 1999, м. Тернопіль) — український військовик, політв'язень. Командир ВО-3 «Лисоня», полковник УПА.

## Життєпис

### Юність
Народився 3 січня 1913 року в с. Ярчівці Зборівського повіту (Королівство Галичини та Володимирії, Австро-Угорщина, нині  Тернопільського району Тернопільської області, Україна). Походив із селянської середньозаможної свідомої української родини.
Після закінчення у 1924 р. початкової школи навчався у Тернопільській українській гімназії (1925—1930), де під час навчання належав до Пласту. Проявив себе здібним учнем та вмілим організатором патріотичної молоді. 30 серпня 1929 року вперше арештований польською поліцією за організацію «збіговиська» для побудови зборівськими пластунами козацької могили під Зборовом (на ознаменування Зборівської битви військ Богдана Хмельницького з шляхтою Корони). На організоване Омеляном свято з'їхалися мешканці з навколишніх сіл, Золочева, міст Тернополя і Львова. Увечері встановлений хрест було зрізано польськими владцями. Два дні його протримали у Золочівській тюрмі і після захисту адвоката-українця, посла від партії УНДО до Польського Сейму п. Висоцького, звільнили як неповнолітнього. У 1930 р. польська поліція арештовує Омеляна вдруге; як неповнолітнього засуджують на 14 діб арешту і 3 роки умовно. Шкільна кураторія «викинула» молодого юнака-націоналіста з гімназії із забороною вчитися у державних школах. На цей час Польовий закінчив п'ятий клас гімназії. Проте Омелян Польовий склав у 1938 році екстерном матуру в одній з гімназій у Львові і записався вільним слухачем до місцевого університету.

### У лавах ОУН
У 1932 році вступив у члени ОУН, взявши собі псевдонім «Данило Очерет». Виконував різні відповідальні доручення. Після смерті Є. Коновальця 25 травня 1938 року в Роттердамі у Польщі, особливо у Галичині, прокотилася хвиля арештів свідомої української молоді. Не минули ті події і Омеляна. Того ж року його заарештували за підозру у приналежності до ОУН. Але не засудили, оскільки знову не було доказів, а свідок на суді від своїх показань відмовився.
Після звільнення з-під слідства Омелян Польовий отримав нову підпільну посаду. За рекомендацією члена Крайового проводу «Байди» — Івана Когута з с. Августівки (з яким він познайомився в Золочівській тюрмі) «Данило Очерет» очолив Зборівський повітовий провід ОУН.
У 1939 році він залишався провідником ОУН у Зборові. На одній із зустрічей з директором «Українбанку» Маланчуком довідався, що відбулося засідання райпарткому, де поставили питання про його арешт. Щоб уникнути ув'язнення, Польовому-«Очерету» рекомендувалось піти у підпілля.
Літом 1940 р. очолював канцелярію колишніх політичних в'язнів в Українському комітеті допомоги біженцям і полоненим (згодом — Український Допомоговий Комітет).
У 1941 році у безвихідному становищі Омелян Польовий отримав вказівку емігрувати за організаційним зв'язком за кордон до Кракова. Там проводом ОУН він був направлений до українського легіону («Соловей» («Нахтігаль»)), в якому був до його розпуску (осінь 1942 p.).

### У німецькому війську
1940 року пройшов навчання у німецькій поліційно-розвідувальній школі в лижному пансіонаті «Стамара» в м. Закопане (суч. Польща). У травні 1941 р. відправлений до тренувального табору в Нойгамері (зараз Сьвентошув у гміні Осечниця Болеславецького повіту Нижньосілезького воєводства, Польща), де проходило формування Північної групи ДУН — Легіону ім. Степана Бандери, що в німецькій армії ідентифікувався під назвою Спеціальний відділ «Нахтігаль». З цим підрозділом Омелян вступав до Львова, Тернополя, Гримайлова, а після реорганізації служив у Білорусі, де в серпні 1942 р. проходив курси чотових. Після реформування «Нахтігалю» в 1943 році залишився на Зборівщині в розпорядженні командира УПА-Захід «Шелеста» — Василя Сидора в ранзі старшини для спеціальних доручень.

### У лавах УПА
Весною 1943 р., після повернення з «Легіону» додому, Омеляна Польового залучають до формування у Дрогобиччині збройних підрозділів УНС. Тут він під псевдо «Остап Шухай» зайнявся вишколом першого куреня ім. Кривоноса. На осінь 1943 р. в курені було створено 2 сотні УНС. Того ж 1943 р. провід ОУН направив Омеляна Польового у ранзі хорунжого спочатку в Карпати, а потім у Тернопільську область для організації Української Національної Самооборони. Згодом він був призначений командиром Тернопільської Військової Округи ВО-3 «Лисоня».
Очоливши ВО 3 «Лисоня» О. Польовий почав створювати відділи УПА та формувати військовий штаб. Перехід німецько-радянського фронту відділи УПА здійснювали за вказівками штабу ВО у складі двох груп, перед якими поставили завдання зберегти відділи та вийти у радянське запілля (тил). У групу, що формувалася біля присілка Кам'янка с. Мельна Рогатинського р-ну Івано-Франківської обл. під командуванням «Остапа», входили сотні «Орли», «Лісовики», «Чорноморці», підстаршинська школа, боївка повітового провідника ОУН Перемишлянщини Андрія Какуна («Грек») з повітовими та районними провідниками.
На першу половину осені 1944 р. припадає найбільш активний період формування та діяльності відділів у ВО 3 «Лисоня». У цей час, за підрахунками, Омелянові Польовому, як командиру Тернопільської воєнної округи, підпорядковувалося більше 24 сотень повстанської армії. На підставі цього можна зробити припущення, що загальна чисельність підрозділів підпорядкованих ВО становила близько 4 тис. стрільців.
1944 року за розпорядженням Романа Шухевича, Головнокомандувача УПА, очолив курінь УПА, з яким рейдував поміж численними військами НКВС. Радянський уряд кинув великі сили військ НКВС, внутрішніх військ і регулярної армії для його знищення. Доводилося проводити майже безперервні бої та безсонні ночі.
У вересні 1944 року курінь провів низку боїв з військами НКВС, це: Яцківці, Сировари, Сков'ятин, Тростянець, Діброва, Мечищів, i Цюцюцьків. Зброя була різна: кріси різних калібрів, автомати типу; ПМ, ППД, ППШ, кулемети типу «Максим», «Дігтярьов», «МҐ», великокаліберні скоростріли з літаків, протитанкові кулемети і міномети. В боях не вистачало патронів, бійці змушені самі здобувати собі патрони. 27 вересня 1944 року під с. Альбанівка поранений в голову, шию і руку з гранатомета. Командування куренем перейняв начальник штабу «Бондаренко» — Володимир Якубовський. Лікувався на Бережанщині та Рогатинщині з осені 1944 р. до весни 1945 року.
Одужавши, Омеляна Польового під пс. «Якір» і «Ясь» у квітні 1945 р. переводять у КВШ УПА-Захід старшиною для спеціальних доручень та військовим інспектором, де він очолював зв'язкові лінії. За діяльність на Тернопільщині Головний військовий штаб УПА надав «Остапу» ступінь поручника з датою старшинства від 14 квітня 1945 р. та відзначив Бронзовим Хрестом бойової заслуги (від 14 січня 1945 р.)

### Ув'язнення

Могила Омеляна Польового на Микулинецькому цвинтарі в Тернополі

Навесні 1946 року Омеляна Польового заарештували київські органи МДБ. В 1947 році у Львові військовий трибунал засудив його до смертної кари. Після трьох місяців, на основі указу про скасування в СРСР смертної кари, розстріл замінено на 25 років тюремних таборів, який він відбув повністю: у таборах Колими з липня 1947 року по 1958 рік, після цього тимчасово у Братську, потім у Мордовії. Вийшов на волю в 1971 році.
Цікаво, що у 1966 році йому запропонували звернутися в пресу з покаянням. Коли Омелян Польовий від тої «ласки» відмовився, зодягнули його в гарну, нову одежу і повезли до Києва, Тернополя, де рекомендували просити покаяння усно, за що обіцяли подарувати решту 5 років, які мав ще сидіти в тюрмі, та влаштувати дочку в медінститут.

### Після звільнення

Відкриття меморіальної дошки полковникові «Остапу» у Тернополі

У червні 1971 року звільнений, приїхав до Тернополя. В обласному центрі чотири роки не прописували, рекомендували протягом 24 годин залишити місто. Омелян Польовий поселився на хуторі Озерна. Для КДБ було незручно за ним стежити, тому його привезли до Тернополя. Щотижня викликали на співбесіду з метою добитися покаяння. Згодом Омелян Польовий (до 1995 року) проживав у брата в с. Ярчівцях. Потім мешкав у Тернополі і працював в одній із лікарень міста санітаром, кочегаром котельні та на інших роботах, щоби мати стаж для отримання пенсії. У 1992 р. коротко став членом Тернопільського КУН, а з 13 жовтня 1995 р. почесним членом Головної Булави Всеукраїнського Брацтва ОУН та УПА.
Помер 12 червня 1999 року. Похований на Микулинецькому цвинтарі. На могилі у 2003 році встановили бронзовий пам'ятник (скульп. В.. Садовник, арх. С. Калашник, М. Нетриб'як).

## Нагороди
Згідно з Наказом Крайового військового штабу УПА-Захід ч. 10 від 14.01.1945 р. командир ВО 3 «Лисоня» Омелян Польовий — «Остап» нагороджений Бронзовим хрестом бойової заслуги УПА.

## Вшанування пам'яті
- Вулиця його імені у Тернополі, на якій у 2000 році відкрито йому пам'ятну таблицю
- Б. Андрушків написав про нього книгу «Тернистими стежками» (2003).[3]
- У 2003 р. зареєстровано пластовий курінь ім. Омеляна Польового у Зборові, який відновив свою діяльність у 2021 році і функціонує досі.
- 8.10.2017 р. від імені Координаційної ради з вшанування пам'яті нагороджених Лицарів ОУН і УПА у с. Бишки Козівського р-ну Тернопільської обл. Бронзовий хрест бойової заслуги УПА (№ 010) переданий Зоряні Недошитко, дочці Омеляна Польового — «Остап».